# Château de Saint-Hilaire-sur-Risle
Pour les articles homonymes, voir Château Saint-Hilaire.
Le château de Saint-Hilaire-sur-Risle est une demeure du début du XVIIe siècle qui se dresse sur le territoire de la commune française de Saint-Hilaire-sur-Risle, dans le département de l'Orne, en région Normandie.
Le château, propriété privée non ouvert à la visite, est partiellement inscrit aux monuments historiques.

## Localisation
Le château est situé au nord-est de la commune de Saint-Hilaire-sur-Risle, dans le département français de l'Orne.

## Historique
Le château est construit vers 1610 par François Le Hantier. Vers 1920, il est légèrement modifié avec l'adjonction d'un niveau supplémentaire.
En 1998, le château était la possession de M. Yves Jousselin de Saint--Hilaire. Il est depuis 2016 la propriété de Monsieur et Madame Renaud des Portes de la Fosse[réf. nécessaire].

## Description
Le château se présente sous la forme d'une gentilhommière d'époque Henri IV avec un corps de logis couvert d'un immense comble pyramidant, cantonné d'étroits pavillons.

## Protection aux monuments historiques
Les façades et toitures ; le colombier en totalité et la grille d'entrée sont inscrits au titre des Monuments historiques par arrêté du 3 mai 1974.